# Anticasanova (1985.)
Anticasanova, hrvatski dugometražni film iz 1985. godine.